# NGC 7147
NGC 7147 est une vaste galaxie lenticulaire barrée relativement éloignée et située dans la constellation de Pégase. Sa vitesse par rapport au fond diffus cosmologique est de 8 868 ± 39 km/s, ce qui correspond à une distance de Hubble de 130,8 ± 9,2 Mpc (∼427 millions d'al). NGC 7147 a été découverte par l'astronome allemand Albert Marth en 1863.
Deux galaxies sont à proximité de NGC 7147 sur la sphère céleste, PGC 67521 et PGC 1243712 (LEDA 1243712). LEDA 1243712 est une lointaine galaxie, à une distance de Hubble égale à 182,72 ± 12,80 Mpc (∼596 millions d'al). Quant à PGC 67521, elle est à une distance de Hubble de 122,80 ± 8,64 Mpc (∼401 millions d'al) . Considérant les incertitudes des distances de NGC 7147 et de PGC 67521, il se pourrait que ces deux galaxies forment une paire réelle.